# Михайловци
Михàйловци е село в Северна България, община Габрово, област Габрово.

## География
Село Михайловци се намира на около 11 km западно от град Габрово, 3 km изток-югоизточно от село Гъбене и километър източно от село Борското. Разположено е в северните подножия на Черновръшкия рид. Общинският път до Михайловци е южно отклонение от третокласния републикански път III-4402 в село Райновци, който на север в село Враниловци прави връзка с второкласния републикански път II-44 (Севлиево – Габрово). Село Михайловци е изтеглено в цялата си дължина в приблизително направление запад – изток около този общински път, който в границите му е негова главна улица. Дере напречно на улицата разделя селото на две почти еднакви по размер части – западна и източна. Надморската височина на улицата при дерето е около 370 m, а преобладаващият наклон в селото е на север.

## История
През 1995 г. дотогавашното колиби Михайловци придобива статута на село..

## Население
Населението на село Михайловци наброява 142 души при преброяването към 1934 г., намалява до 42 към 1992 г., а към 2019 г. наброява (по текущата демографска статистика за населението) 21 души.
Преброяване на населението през 2011 г.
Численост и дял на етническите групи според преброяването на населението през 2011 г.:
|                     | Численост | Дял (в %) |
| Общо                | 31        | 100,00    |
| Българи             | 31        | 100,00    |
| Турци               | 0         | 0,00      |
| Цигани              | 0         | 0,00      |
| Други               | 0         | 0,00      |
| Не се самоопределят | 0         | 0,00      |
| Неотговорили        | 0         | 0,00      |